# Kate Barry
Kate Barry (8. dubna 1967 Londýn – 11. prosince 2013 Paříž) byla britská fotografka. Její matkou byla herečka a zpěvačka Jane Birkinová a otcem hudební skladatel John Barry. Věnovala se převážně módní fotografii a pracovala například pro časopisy Vogue, Paris Match a Elle.

## Životopis
Byla dcerou anglicko-francouzské herečky a zpěvačky Jane Birkin a hudebního skladatele Johna Barryho. Její babička z matčiny strany byla herečka Judy Campbell  a její strýc byl režisér Andrew Birkin. Jako dítě se přestěhovala z Anglie do Francie, kde ji vychovávala její matka a její partner Serge Gainsbourg. Se svým biologickým otcem neměla žádný kontakt, až do roku 1980, kdy se její matka a Gainsbourg rozešli.
Kate měla z matčiny strany dvě nevlastní sestry, francouzskou herečku a zpěvačku Charlotte Gainsbourg a herečku a zpěvačku Lou Doillon. Z otcovy strany měla dvě nevlastní sestry, Suzy a Sian a nevlastního bratra Jon-Patricka. V roce 1987 se jí narodil syn Roman de Kermadec, kterého měla s partnerem, Pascalem Huon de Kermadec.

### Kariéra
Kate Barry byla známá pro své intimní fotografie slavných lidí. Často pracovala se svou matkou a sestrami. Je autorkou obalu alba Quelqu'un m'a dit zpěvačky Carly Bruni.
V roce 2012 vydala ve spolupráci s novinářem Jeanem Rolinem, knihu Dinard : Essai d'autobiographie immobilière.

### Smrt
Kate Barry byla už od puberty závislá na drogách a alkoholu. Na začátku 90. let založila charitu Aide et Prévention des Toxicodépendances par l’Entraide (APTE) na pomoc drogově závislým zotavit se pomocí terapie, zatímco sama úspěšně vydržela být dlouhé roky bez drog.
Dne 11. prosince 2013 zemřela následkem pádu ze čtvrtého patra svého pařížského bytu. Bylo jí 46 let. Předpokládalo se, že šlo o sebevraždu. Její nevlastní sestra Charlotte Gainsbourg později rozporovala závěry o sebevraždě tvrzením „Chci věřit, že šlo o nehodu”, ale přiznla, že je nemožné zjistit zda šlo o nehodu nebo úmyslný čin.
Kate Barry byla pohřbena v Paříži.